# JetClub
Die JetClub AG war eine Schweizer Charterfluggesellschaft mit Sitz in Kloten, die im Geschäftsreiseverkehr tätig war. Es gab Niederlassungen in London (International JetClub Limited), Palma de Mallorca (JetClub Spain) und Moskau.

## Geschichte
Die Gesellschaft wurde im Jahr 2003 gegründet. Im August 2004 wurde ein Airbus A320-211 geleast und für Air Prishtina eingesetzt. Das Projekt endete jedoch bereits zwei Monate später. Der Airbus mit dem Luftfahrzeugkennzeichen HB-IJZ war ab Dezember 2004 für die italienische Billigfluggesellschaft myair im Einsatz. Im Februar 2008 wurde der Airbus an Tunisair verleast und schliesslich im Juni 2009 an die Leasingfirma zurückgegeben. Am 28. Dezember 2009 stellte die Fluggesellschaft einen Insolvenzantrag und das Unternehmen wurde daraufhin am 24. November 2011 liquidiert. Einige Bestandteile des Unternehmens wurden aufgekauft und in das neue Unternehmen Premium Jet transferiert.